# Barry McEvoy
Barry McEvoy (Belfast, 11 luglio 1967) è un attore britannico.
Ha preso parte a diversi film a partire dagli anni novanta; tra questi, Gloria (1999) di Sidney Lumet, in cui interpreta il ruolo di Terry, un criminale.